# Lüsslingen-Nennigkofen
Lüsslingen-Nennigkofen – miejscowość i gmina w Szwajcarii, w kantonie Solura, w jednostce administracyjnej (Amtei) Bucheggberg-Wasseramt, w okręgu Bucheggberg. Leży nad rzeką Aare. Powstała 1 stycznia 2013 z połączenia gmin Lüsslingen oraz Nennigkofen.

## Demografia
W Lüsslingen-Nennigkofen mieszka 1 114 osób. W 2021 roku 10,7% populacji gminy stanowiły osoby urodzone poza Szwajcarią. 

## Transport
Przez teren gminy przebiegają autostrada A5 oraz droga główna nr 22.